# Hemilissopsis clenchi
Hemilissopsis clenchi är en skalbaggsart som beskrevs av Lane 1959. Hemilissopsis clenchi ingår i släktet Hemilissopsis och familjen långhorningar. Inga underarter finns listade i Catalogue of Life.